# Гортман, Шонзински
Шонзински Торонни Гортман (англ. Shaunzinski Toronnie Gortman; род. 7 декабря 1979 года в Колумбии, штат Южная Каролина) — американская профессиональная баскетболистка, выступавшая в женской национальной баскетбольной ассоциации. Была выбрана на драфте ВНБА 2002 года в первом раунде под 9-м номером командой «Шарлотт Стинг». Играла на позиции атакующего защитника.

## Ранние годы
Шонзински родилась 7 декабря 1979 года в Колумбии, столице Южной Каролины, в семье Сэмюэля и Бетти Гортман, у неё есть брат, Сэмюэл, и две сестры, Оландра и Кезия, училась там же в средней школе Кинан, в которой играла за местную баскетбольную команду.